# Trio de choc
 (décembre 2011).
Si vous disposez d'ouvrages ou d'articles de référence ou si vous connaissez des sites web de qualité traitant du thème abordé ici, merci de compléter l'article en donnant les références utiles à sa vérifiabilité et en les liant à la section « Notes et références ».
Trio de choc est une série télévisée d'animation italienne en 52 épisodes de 12 minutes, créée en 2010. En France, elle a été diffusée pour la première fois sur Gulli entre juin 2011 et janvier 2012.

## Synopsis
La série conte l'histoire de deux adolescents, Pablo et sa petite sœur Zoé, et de leur oncle Léo qui les entraîne aux quatre coins du monde ; ils se battent contre Quba, un chef de bande prêt à tout pour conquérir le monde et devenir le meilleur artiste de tous les temps.

## Personnages
Les héros
- Pablo Davinci : Pablo est le grand frère de Zoé, il est âgé de 15 ans, il est joli garçon et très sûr de lui. Il porte un pantalon rouge et souvent une écharpe bordeaux. Il est amoureux de Chérie, la fille de Quba.
- Zoé Davinci : Une jolie adolescente de 14 ans et la petite sœur de Pablo. Elle veut toujours avoir raison. Très courageuse comme son frère, elle se dispute souvent avec lui, elle n'aime pas beaucoup Chérie et essaye en vain de faire comprendre à son frère qu'il n'a aucune chance avec celle-ci.
- Oncle Léo : L'oncle de Pablo et Zoé, petit frère de Bertille Pointi, et c'est le fils de Patrice et Cathy, et le père de Mia, c'est un peu le chef de la bande avec des idées de génie qui finissent souvent en catastrophe. Ses neveu et nièce sont là pour le surveiller ; il a une grande passion pour la peinture et possède une boutique de souvenirs.

Le Club des Très Vilains Méchants
- Quba : Chef du Club des Très Vilains Méchants, il rêve de conquérir le monde. Il est très attentionné pour sa fille, Chérie, mais elle a souvent honte de lui et le rembarre souvent.
- Les Ténors Aka et Pella : Très mauvais, surtout quand ils se prennent pour des chanteurs d'opéra, ils contestent souvent les ordres de Quba qui ne les supporte pas.
- Mascot : Pas vraiment vilain, stupide et fait le lèche-bottes de Quba (mais il ne dit que des trucs stupides). Il va dans le même collège que Pablo et est habillé en putois.
- Dr Mini : Petite, avec les cheveux orange et la créatrice de toutes les machines du gang.

## Fiche technique
- Création : Filippo Fiocchi
- Réalisation : Gregory Panaccione
- Musique : Guy Michelmore
- Production : Zodiak Kids, MoonScoop, Rai Fiction, SLR Production, Big Animation, Cartobaleno, Telegael, Seven Network

## Distribution

### Voix originales
- Jamie Croft : Pablo, Mascot
- Katherine Beck : Zoé, Dr Mini
- David Callan : Oncle Léo, Pella
- Jim Pike : Quba, Aka
- Jacinta Stapleton : Chérie

### Voix françaises
- Ioana Gkizas : Pablo
- Carine Seront  : Mascot
- Laetitia Liénart : Zoé
- Dominique Wagner : Dr Mini, Chérie
- Maxime Donnay : Oncle Léo
- Tony Beck : Pella
- Peppino Capotondi : Quba
- Romain Barbieux : Aka

## Épisodes
1. La Meilleure Amie de Zoé[1]
2. Je ne mangerais ça pour rien au monde
3. Haine fraternelle
4. Duel à la mode
5. La Musique du bonheur
6. Les Ramollos du cerveau
7. Sans faire de vague
8. Les Formes du monde
9. Record à battre
10. Un duo triangulaire
11. Miss Fabuleuse
12. Zoé crève l'écran
13. Reine d'un jour
14. Plan boutons!
15. Une idée lumineuse
16. Le Dragon
17. Les lapins se rebellent
18. Quelque chose de pourri
19. Les Deux Présidents
20. Les Ténors et la Grenouille
21. La Revanche de Napoléon
22. Va chercher le trophée !
23. Le Chant des sirènes
24. Le Virus de la fête
25. Atlas sauve le monde
26. Ça gargouille
27. Les Zinzonautes
28. Quand les opposés s'attirent
29. La Belle Saison
30. L'Effet boule-de-neige
31. Le Saint Pablo
32. Pâtes, Set et Match
33. Mascot prend la grosse tête
34. Quand le penseur pense
35. Pizzas volcaniques
36. Mort par rondelles
37. Réchauffement climatique
38. Panique au centre commercial
39. Un gros coup de pouce
40. Champion des urnes
41. Les Yeux revolver
42. Pour l'amour de Rick
43. Antar-cri-tique
44. Le Barbier de Sieste-Ville
45. Le Bal de l'école
46. Un combat monumental
47. Le Grand Barbecuiseur
48. Il ne faut pas réveiller le dieu qui dort
49. L'Invasion des puces
50. Les Envahisseurs du net
51. La Sauce de l'amour
52. La Danse des Davinci